# Palmyra Village-Mt. Stewart
Palmyra Village-Mt. Stewart es una villa de Trinidad y Tobago, que forma parte de la región de Princes Town.

## Geografía
La villa abarca parte de la isla Trinidad y limita al norte con Palmyra e Iere Village, al sur con St. Clements, Usine St.Madeline y Cedar Hill, al este con Cleghorn and Mt. Pleasant y al oeste con Palmyra.

## Demografía
Datos demográficos de la villa de Palmyra Village-Mt. Stewart:
| Gráfica de evolución demográfica de Palmyra Village-Mt. Stewart entre 2000 y 2011 |
|                                                                                   |